# Amt Ziegenhain
Das Amt Ziegenhain war ein vom 14. Jahrhundert bis 1821 bestehender Verwaltungs- und Gerichtsbezirk der Grafschaft Ziegenhain, der Landgrafschaft Hessen, der Landgrafschaft Hessen-Kassel und des Kurfürstentums Hessen.

## Geschichte
Ausgangspunkt der Amtsbildung in Ziegenhain war das Gericht auf den Wasen. Im 14. Jahrhundert entstand im Rahmen der Territorialisierung eine Amtsstruktur. Wann genau eine Verteilung der Orte auf die Ämter der Grafschaft Ziegenhain erfolgte, ist unklar. 1367 werden folgende Orte als zum Amt Ziegenhain gehörig genannt: Ziegenhain, Loshausen, Zella, Gungelshausen, Heckershausen (Wüstung), Merzhausen, Niederfischbach (Wüstung), Willingshausen, Seitzenrode (Wüstung), Oberwiera (Wüstung), Mittelwiera (Wüstung), Niederwiera (Wüstung), Wasenberg, Emelshausen (Wüstung), Warmershausen (Wüstung), Wollertshausen (Wüstung), Oberleimbach (Wüstung), Mittelleimbach (Wüstung), Münchleimbach (Wüstung), Ascherode, Niedergrenzebach, Rörshain, Rommershausen, Dittershausen, Breitenbach (Wüstung), Biedenbach (Wüstung), Mengsberg, der Hof zu Ransbach und der Hof Rengershausen sowie Orte, die 1367 bereits Wüstungen waren. Dies waren Buchholz, Dudenrod, Ellnrod, Fronrod, Gansau, Geroldsrode, Lindenborn, Richardshain, Roppershain, Schottenrode, Steinbühl, Trunderrode, Trutzhain, Wegebach und Wernersdorf.
Der größte Teil des Amtsgebietes war alter Ziegenhainer Besitz. Daneben war die Abtei Hersfeld bedeutender Eigentümer. Dieses ging jedoch der Abtei durch Verkäufe und Erblehen weitgehend verloren. 1436 erwarb Ziegenhain Schönborn und ordnete es dem Amt Ziegenhain zu. Mit dem Aussterben der Grafen von Ziegenhain wurde das Amt 1450 Teil der Landgrafschaft Hessen. Mitte des 16. Jahrhunderts kamen das Gericht zur Landsburg und das Amt Schwarzenborn zum Amt Ziegenhain. Hintergrund war der Ausbau der Wasserfestung Ziegenhain, der mit einer Zentralisierung der Verwaltung verbunden war. Der Hauptmann von Ziegenhain war ab diesem Zeitpunkt der oberste Beamte des erweiterten Amtes.
1806 wurde Hessen-Kassel französisch besetzt und Teil des Königreichs Westphalen. Das Amt Ziegenhain wurde aufgelöst. Stattdessen wurden nach französischem Vorbild das Departement der Werra, der Distrikt Hersfeld und der Kanton Ziegenhain gebildet. Mit dem Ende des Königreichs Westphalen entstand Kurhessen 1813 neu. Das Amt bestand nun aus: Ziegenhain, Allendorf an der Landsburg, Ascherode, Dittershausen, Florshain, Gungelshausen, der Klinkenmühle, Leimbach, Lenderscheid, Loshausen, Mengsberg, Merzhausen, Michelsberg, Niedergrenzebach, Obergrenzebach, Ransbach, Hof Ringsmühle, Rommershausen, Rörshain, dem Schaafhof, Schönborn, Siebertshausen, Steina, Wasenberg, Wiera, der Wissemühle, Willingshausen und Zella. Hinzu kam das Gericht Frielendorf mit Frielendorf, Ebersdorf, Gebersdorf, Lanertshausen, Leimsfeld, Linsingen, Seigertshausen, Spieskappel und Todenhausen.
In Kurhessen wurde 1821/22 die Trennung der Rechtsprechung von der Verwaltung eingeführt. Das Amt Ziegenhain wurde aufgelöst. Seine Verwaltungsaufgaben gingen an den neuen Kreis Ziegenhain, die Rechtsprechung übernahm das Justizamt Ziegenhain.

## Beamte

### Amtmänner (Auswahl)
- Hans von Dörnberg der Jüngere (1456–1460)
- Hans von Dörnberg der Jüngste (1494–1499)
- Caspar Friedrich von Dalwigk (1671)
- Reinhard von Dalwigk (1710)

### Kommandanten der Festung Ziegenhain
Hauptmänner
- Heinz von Lüder (1537–1559)
- Reinhard Schenck zu Schweinsberg (1560–1574)
- Simon Bing (1574–1580)
- Eitel von Berlepsch (1580–1602)

Obristen
- Steuerburg von Löwenstein (1603–1619)
- Volpert Riedesel von Eisenbach (vor 1619)
- Otto Reinhard von Dalwigk (1625–1634)
- Justinus Ungefug (1641–1652)
- Jakob von Hoff (1655–1667)
- Caspar Friedrich von Dalwigk (1671–1673)
- von Rohée (1700)